# 日安站
日安站是法国的一个铁路车站，位于法国中部卢瓦雷省的日安。

## 站名
按照法语标准翻译，""应译为"吉安"。但因该名称与中国江西地级市吉安重名，故采用"日安"一名。其火车站同理。

## 位置
日安站位于日安市区的北部，距离日安市区大约1.5公里。站址位于莫雷－里昂铁路154.278公里处，距离蒙塔基大约36.6公里。车站大致呈南北走向，开口朝西。

## 站台设置
| 东↑ |             |             |  |
|     |             | 避让线      |  |
|     | 岛式        |             |  |
| 1道 |             | 讷韦尔方向→ |  |
| 2道 |             | ←巴黎方向   |  |
|     | 岛式        |             |  |
|     |             | 避让线      |  |
|     | 侧式 主站房 |             |  |
| 西↓ |             |             |  |

## 停靠线路
以下列车线路在日安站停靠：
| 日安站列车线路表 |            |                  |          |              |
| 线路             | 车种       | 上一站           | 下一站   | 大致运行频率 |
| 巴黎—讷韦尔      | INTERCITÉS | 韦尔尼松河畔诺让 | 布里阿尔 | 每天7趟左右  |
| 1.               |            |                  |          |              |

## 配套交通

### 长途客车
| 停靠日安站的大巴车 |              | |
| 上下车地点         | 运营单位     | 主要线路及目的地                                                                                                |
| 日安站门口         | SNCF Car TER | 6 库隆 · 索德尔河畔阿尔让 · 内尔河畔欧比尼 （当铁路线施工或罢工时，SNCF可能也会提供途径该线路沿途站点的大巴车） |
| 1. 2.              |              | |

此外，前往奥尔良、贝勒加尔德和维格兰等地的Rémi线路需要前往日安市区乘坐。

### 城市公共交通
日安站附近暂无城市公共交通线路，乘客需步行前往日安市区。

### 社会车辆
日安站门口设有出租车及社会车辆停车场。

## 临近车站
| 日安站（Gare de Gien）         |                |                    |
| 上行车站                       | 线路           | 下行车站           |
| 韦尔尼松河畔诺让站 19.2km ←    | 莫雷－里昂铁路 | 布里阿尔站 → 9.7km |
| - 本表仅显示运营中的线路及车站 |                |                    |